# 齊藤哲也 (アイスホッケー)
齊藤 哲也（さいとう てつや、1983年12月14日 - ）は、北海道釧路市出身のプロアイスホッケー選手、アイスホッケー指導者。ポジションはセンター。IJリーグの東京ワイルズに所属。
兄は齊藤毅。

## 経歴

### 王子時代
2002-03年シーズンから当時日本アイスホッケーリーグに加盟していた王子製紙アイスホッケー部に入団。
2003-2004シーズンからは王子がアジアリーグアイスホッケーへ加盟し、アジアリーグでプレーすることになった。
2007-08シーズンはシーズン途中の2007年1月から2月に開催された長春アジア競技大会のアイスホッケー日本代表に選出され、金メダルを獲得。
2012-13シーズンオフに退団した。

### アイスバックス時代
2013-14シーズンからH.C.栃木日光アイスバックスに入団。
2021-2022シーズンはオフの2022年5月12日に2022-23シーズンの契約継続が決定した。
2022-2023シーズンオフの2023年3月23日に退団することが決定した。

### ワイルズ時代

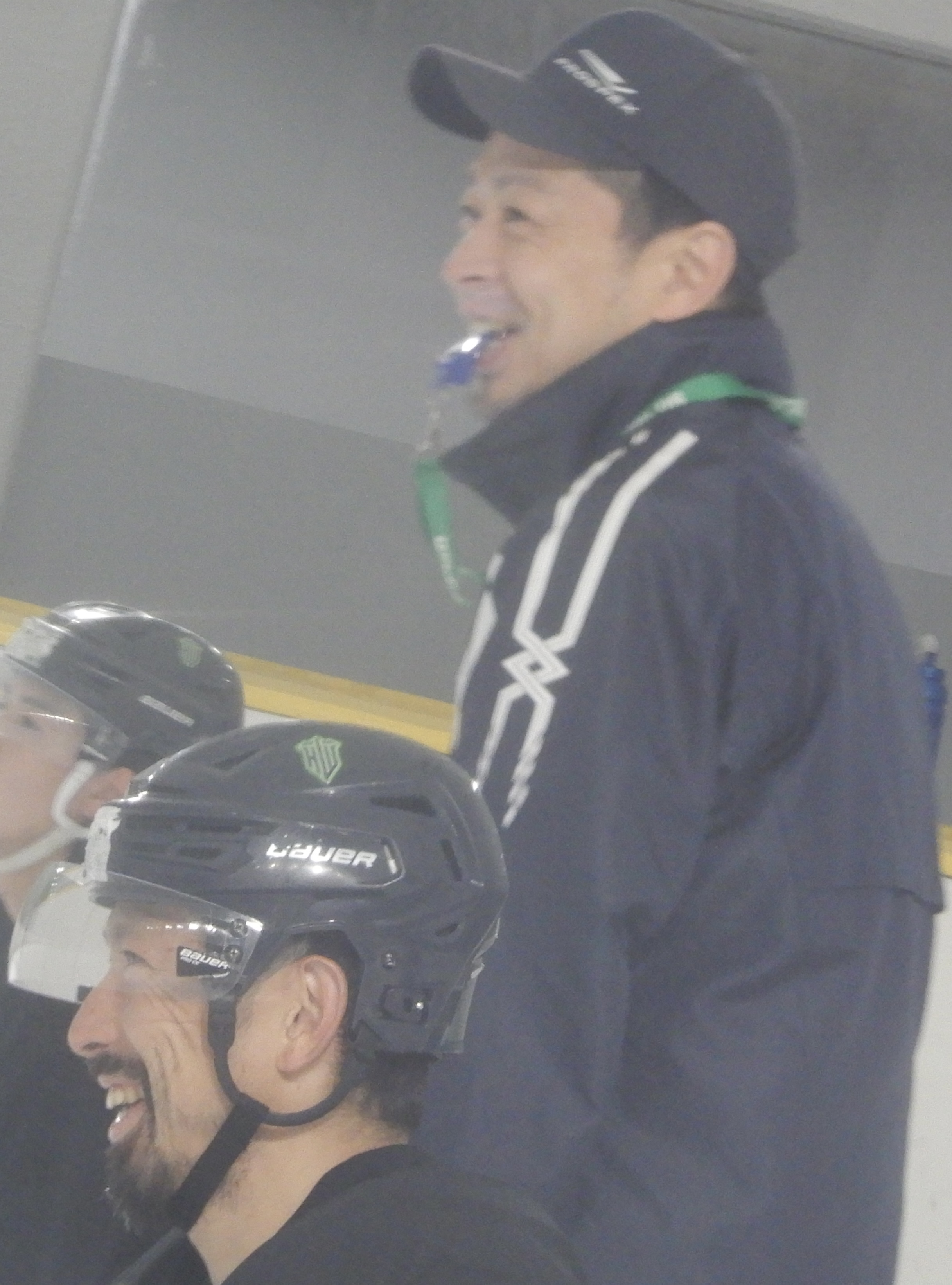
兄の毅と共に
2024年7月30日、東大和スケートセンターにて

2023年6月21日に選手兼任コーチとして北海道ワイルズに加入した。8月に酒気帯び運転を行い、1か月の謹慎処分と全日本アイスホッケー選手権への出場自粛処分を受けた。
2024年5月31日に6月3日からの氷上練習に参加する選手として発表された。

## 詳細情報

### 代表歴
- 2007年アジア冬季競技大会男子アイスホッケー日本代表